# Тенгизов, Эрадиль Таймасханович
Эрадиль Таймасханович Тенгизов (1979, с. Нариман, Ногайский район, Дагестанская АССР, РСФСР, СССР) — российский тайбоксер, призёр чемпионата Европы, чемпион России.

## Спортивная карьера
Тайским боксом занимается с 1995 года. Является воспитанником махачкалинского ДГЦБИ и школы «Скорпион», занимался под руководством Зайналбека Зайналбекова. В июле 1999 года стал вторым на открытом Кубке России в Сочи. В декабре 1999 года в Калининграде стал чемпионом России по тайскому боксу. Чемпион Европы.

## Достижения
- Чемпионат Европы по тайскому боксу 1998 — ;
- Чемпионат России по тайскому боксу 1999 — ;

## Личная жизнь
В 1995 году окончил среднюю школу в селе Нариман. В 2001 году окончил Дагестанскую государственную медицинскую академию по специальности врач-кардиохирург, окончил аспирантуру НЦССХ им. А. Н. Бакулева. По национальности — ногаец, живет в Москве. Отец четверых детей.